# Форге, Тобиас
Тобиа́с Фо́рге (швед. Tobias Forge; род. 3 марта 1981, Рюстадс, Эстергётланд) — шведский музыкант и автор песен, известный как вокалист группы Ghost.

## Биография
Тобиас (в шведском произношении Туби́ас Форге) родился в маленьком шведском городе Линчёпинг. Его родители развелись когда он был ещё дошкольником, и он вырос с матерью, учительницей Сив Ирен Форге (29 сентября 1942) и сводным братом на тринадцать лет старше, также в будущем учителем, Себастианом Форге, заменившему Тобиасу в какой-то степени отца. Его отец с новой семьёй переехал в Норрчёпинг, маленькому Тобиасу было обидно видеть их новую счастливую жизнь, мачеха придерживалась строгих религиозных взглядов, и он перестал навещать отца и младших сиблингов в десять лет. Сейчас у них хорошие отношения.
Мать не располагала большими средствами, но покупала много аудиозаписей, книг, фильмов на прокат, билетов в театр и оперу для детей. Никаких ограничений на тематику не было и ещё совсем ребёнком Тобиас полюбил тяжёлые группы Metallica, Iron Maiden, KISS, Mötley Crüe, Siouxsie and the Banshees, Ким Уайлд, Rainbow, смотрел фильмы вызывающего содержания Приключения кота Фрица и Оно.
В семнадцать лет после средней школы с матерью они переехали в её родной город Стокгольм, в 19 лет он окончил гимназию с 80 % пропущенных занятий и 20 несданными предметами. Всё своё время он посвящал игре в рок-группах. После окончания школы он жил на различные социальные пособия, не работая и не получая ничего за свою музыку. Жизнь в столице дороже, и он вернулся в Линчёпинг в 2006 году, где снял однокомнатную квартиру на улице Апотекарегатан.
Спустя несколько месяцев после переезда Тобиас влюбился в первый раз в жизни, встретив свою будущую жену Бу́эль Марию Элизабет (дата рождения 05.02.1982). Буэль жила в Стокгольме и Тобиас начал много ездить между двумя городами. Осенью 2008 года они съехались в трёхкомнатную квартиру в Линчёпинге на улице Дроттнинггатан. В канун Рождества 24 декабря у пары родились близнецы Моррис и Мино. Чтобы обеспечить семью Тобиас впервые в жизни устроился на работу оператором техподдержки компании сотовой связи, хотя ничего не понимал в своей работе и просто заговаривал клиента.
Он оставил работу в 2010-м году, когда после опубликования нескольких песен его новой группы Ghost на Myspace ему начали звонить рекорд-лейблы. В день опубликования песен, 12 марта, его брат Себастиан умер от остановки сердца вследствие нездорового образа жизни после тяжело перенесённого развода. О популярности выложенных треков Тобиас узнал, вернувшись с похорон.
В данный момент семья Форге живёт в Стокгольме на острове Сёдермальм на улице Репслагаргатан. Владеет автомобилем Citroën 2012 года.
Личность вокалиста Ghost была раскрыта для широких масс только в апреле 2017 года, когда несколько уволенных в 2016 году музыкантов Ghost подали на Тобиаса в суд, претендуя на увеличение выплат за концерты в связи с растущей популярностью группы и создание партнёрских отношений по владению брендом. В ответ Тобиас заявил, что концертная деятельность группы не окупается и спонсируется Тобиасом из его авторских отчислений с продажи треков и атрибутики, к созданию которых уволенные музыканты не имеют отношения, а размер выплат был установлен контрактом. Судебные разбирательства ещё не закончены.

## Начало карьеры
Под именем Leviathan Тобиас входил в состав группы Superior в 1996 году.
С 1998 года под именем Mary Goore (анаграмма к имени Гэри Мура) был вокалистом дет-метал группы Repugnant, в 2002 году группа записала единственный альбом Epitome of Darkness, распалась в 2004, и опубликовала альбом в 2006.
В 2000—2002 годах Тобиас был гитаристом в глэм-метал группе Crashdïet (опять под именем Mary Goore).
В то же время он был гитаристом в панк-рок группе Onkel Kånkel.
В 2000—2008 Тобиас был вокалист и гитарист поп-рок группы Subvision, где он встретил будущих гитаристов Ghost Мартина Перснера и Густафа Линдстрёма.
Гитаристы Форге, Перснер и вокалист Симон Сёдерберг (один из уволенных музыкантов-авторов иска против Тобиаса), состояли в группе Magna Carta Cartel с 2006 по начало концертной деятельности Ghost.

## Ghost
Идея создания группы, где личности участников будут спрятаны за масками, а концерты будут иметь форму театральных шоу с религиозной эстетикой, пришла к Тобиасу в 2006 году.
С тех пор он контролирует все креативные и бизнес-процессы.
Логотип был нарисован во время разговора с клиентом во время недолгой работы в техподдержке.
За небольшим исключением, Тобиас является автором всех текстов, музыки, аранжировок и играет на всех инструментах, звучащих на альбомах (кроме ударных, клавишных и смычковых).
До 2017 года давал все интервью под именем Ghoul. В видеоклипе Rats он исполняет роль всех Ghoul.
В группе он выступает в имиджах Папы Римского Эмерита (отслужившего) с четырьмя вариациями и его преемника Кардинала Копии (высшее духовное лицо в Католицизме). Для каждого персонажа он меняет тембр вокала и южно-европейский акцент. Во время шоу персонажи Тобиаса много общаются с публикой на тему взаимоотношений людей, в том числе сексуальных.
Солист Metallica Джеймс Хэтфилд любит Ghost и иногда звонит Тобиасу. В 2018 году Cardinal Copia исполнил кавер на песню Enter Sandman на церемонии награждения Metallica шведской королевской наградой Polar Music Prize.

## Дискография

### Superior
- Metamorphis (Demo, 1996)

### Repugnant
- Spawn of Pure Malevolence (Demo, 1999)
- Hecatomb (EP, 1999)
- Draped in Cerecloth (Demo, 2001)
- Dunkel Besatthet (Split, 2002)
- Premature Burial (EP, 2004)
- Kaamos / Repugnant (Split, 2004)
- Epitome of Darkness (2006)

### Crashdïet
- Demo 1 (Demo, 2000)
- Demo 2 (Demo, 2000)
- Demo 3 (Demo, 2001)

### Subvision
- Pearls For Pigsnawps (EP, 2003)
- The Killing Floor E.P. (EP, 2004)
- So Far So Noir (2006)

### Magna Carta Cartel
- Valiant Visions Dawn (EP, 2008)
- Goodmorning Restrained (2009)